# Midden-Nicobarslangenarend
De Midden-Nicobarslangenarend (Spilornis cheela minimus) is een vogel uit de familie Accipitridae (Havikachtigen). Het is een ondersoort van de Indische slangenarend.

## Verspreiding en leefgebied
Deze ondersoort is endemisch op de Nicobaren, een groep eilanden in de Golf van Bengalen in het oosten van de Indische Oceaan.